# Downbeat
Downbeat oder Downtempo ist eine Sammelbezeichnung für elektronische Musik, die sich durch langsame Tempi und als atmosphärisch wahrgenommene Synthesizer-Klangflächen auszeichnet. Zusammengefasst werden darunter Genres wie Trip-Hop, Dub und verwandte, durch Latino-Rhythmen (bspw. Bossa Nova) und Jazz-Elemente geprägte Formen der Electronica-Musik. Der Downbeat entstand in den späteren 1980er Jahren in Großbritannien.
Popularität erlangten die meisten dieser Stile Ende der 1990er Jahre durch Projekte wie Nightmares on Wax, LTJ Bukem, Kruder & Dorfmeister, dZihan & Kamien, Kid Loco, Thievery Corporation, Boozoo Bajou, Beanfield, A Forest Mighty Black oder Mo’ Horizons.
Weitere bekannte Künstler dieses Genres sind Afterlife, Blank & Jones, Chris Coco, Deep Dive Corp., Geyser, Gotan Project, Lenny Ibizarre, Unit Blue, Lemongrass, Merge of Equals, Michael E, Moby, Mystic Diversions, José Padilla, Solar Fields, Thomas Lemmer, Ian Pooley und Bonobo.
Ähnliche Sammelbezeichnungen, die sich hinsichtlich ihrer Bedeutung überschneiden, sind Chill-out- und Lounge-Musik.